# 14e sessie van de Commissie voor het Werelderfgoed

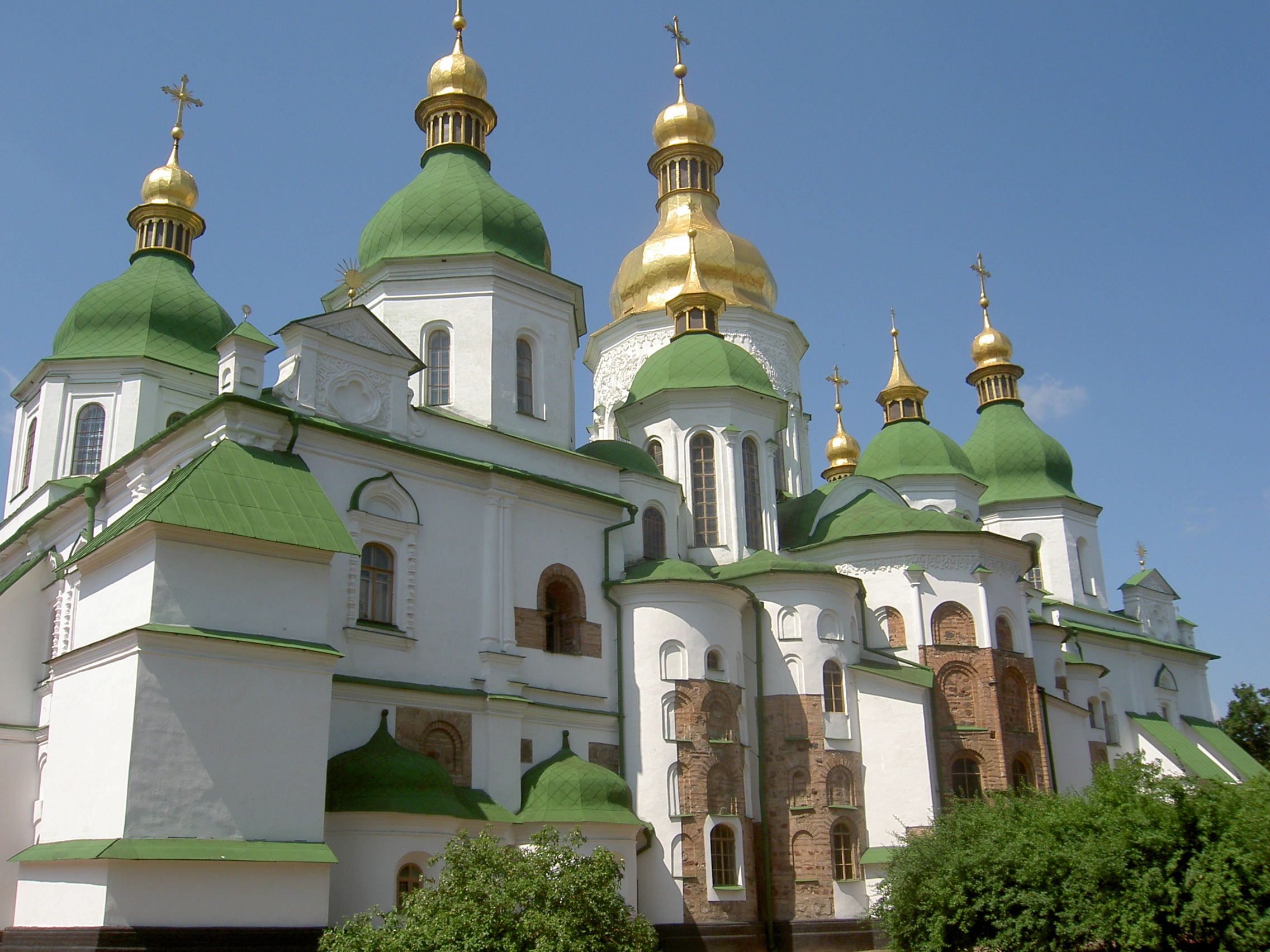
Sint-Sofiakathedraal (Kiev)

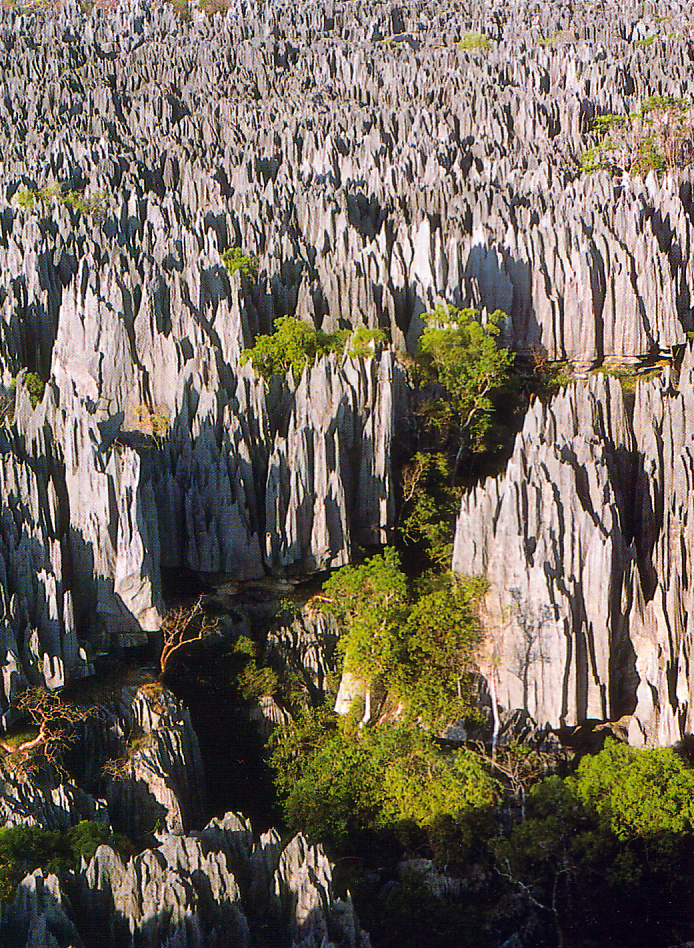
Tsingy de Bemaraha (Madagaskar)

De 14e sessie van de Commissie voor het Werelderfgoed van UNESCO vond van 7 december tot 12 december 1990 plaats in Banff in Canada. Er werden 17 nieuwe omschrijvingen aan de werelderfgoedlijst toegevoegd. Hiervan waren 11 dossiers met betrekking tot cultureel erfgoed, 1 met betrekking tot gemengd erfgoed en 5 met betrekking tot natuursites. Het totale aantal inschrijvingen komt hiermee op 338 (245 cultureel erfgoed, 16 gemengde omschrijvingen en 77 natuurlijk erfgoed). Op de lijst van bedreigd werelderfgoed of rode lijst werd een locatie toegevoegd.

## Wijzigingen in 1990
In 1990 zijn de volgende locaties toegevoegd:

### Cultureel erfgoed
- Bolivia: Jezuïetenmissies van de Chiquitos
- Dominicaanse Republiek: Koloniale stad Santo Domingo
- Duitsland: Paleizen en parken van Potsdam en Berlijn (uitgebreid in 1992 en 1999)
- Griekenland: Delos
- Griekenland: Kloosters van Daphni, Osios Loukas en Nea Moni (Chios)
- Italië: Historisch centrum van San Gimignano
- Oekraïne: Kiev: Sint-Sophiakathedraal en bijbehorende kloostergebouwen, Kiev-Petsjersk Lavra
- Oezbekistan: Itchan Kala
- Rusland: Historisch centrum van Sint-Petersburg en bijbehorende groepen van monumenten
- Rusland: Kizji Pogost
- Rusland: Kremlin en Rode Plein, Moskou

### Gemengd erfgoed
- China: Huangshan

### Natuurerfgoed
- Madagaskar: Natuurreservaat Tsingy de Bemaraha
- Panama: La Amistad (wordt gekoppeld aan inschrijving Costa Rica Talamanca Range-La Amistad (eerste erkenning natuurerfgoed 1983)
- Peru: Nationaal park Rio Abiseo (oorspronkelijk ingediend als natuurerfgoed, uitgebreid tot gemengd erfgoed in 1992)
- Nieuw-Zeeland: Nationaal park Tongariro (oorspronkelijk ingediend als natuurerfgoed, uitgebreid tot gemengd erfgoed in 1993)
- Nieuw-Zeeland: Te Wahipounamu; Zuidwest-Nieuw-Zeeland

Het gebied Te Wahipounamu in Nieuw-Zeeland omvat vier nationale parken. Een van de parken is nieuw toegevoegd, de andere drie parken waren reeds erkend als twee omschrijvingen van natuurerfgoed in 1986 en worden mee opgenomen in dit groter geheel.

### Uitbreidingen
In 1990 werden drie werelderfgoedomschrijvingen uitgebreid:
- Canada: Parken in de Canadese Rocky Mountains (eerste erkenning natuurerfgoed 1984, nu toevoeging drie provinciale parken met onder meer gebied van Mount Robson)
- Verenigde Staten van Amerika: Nationaal park Olympic (eerste erkenning natuurerfgoed 1981, nu toevoeging kuststrook aan gebied)
- Italië/Vaticaanstad: Historisch centrum van Rome, de bezittingen van de Heilige Stoel in die stad met speciale territoriale rechten en Sint-Paulus buiten de Muren (eerste erkenning cultureel erfgoed 1980)

### Verwijderd van de rode lijst
In 1990 zijn geen locaties verwijderd van de rode lijst.

### Toegevoegd aan de rode lijst
In 1990 werd een locatie toegevoegd aan de lijst van bedreigd werelderfgoed of rode lijst door het dreigend gevaar van verzanding van de site:
- Timbuktu in Mali (tot 2005 op rode lijst)

1977 · 
1978 · 
1979 · 
1980 · 
1981 · 
1982 · 
1983 · 
1984 · 
1985 · 
1986 · 
1987 · 
1988 · 
1989 · 
1990 · 
1991 · 
1992 · 
1993 · 
1994 · 
1995 · 
1996 · 
1997 · 
1998 · 
1999 · 
2000 · 
2001 · 
2002 · 
2003 · 
2004 · 
2005 · 
2006 · 
2007 · 
2008 · 
2009 · 
2010 · 
2011 · 
2012 · 
2013 · 
2014 · 
2015 · 
2016 · 
2017 · 
2018 · 
2019 · 
2020-2021 ·
2022-2023 ·
2024 ·
2025